# Agrostis moyanoi
Agrostis moyanoi é uma espécie de gramínea do gênero Agrostis, pertencente à família Poaceae.